# 214953 Giugavazzi
214953 Giugavazzi este un asteroid din centura principală de asteroizi.

## Descriere
214953 Giugavazzi este un asteroid din centura principală de asteroizi. A fost descoperit pe 29 noiembrie 2007 la San Marcello Pistoiese de Luciano Tesi și Giancarlo Fagioli. Asteroidul prezintă o orbită caracterizată de o semiaxă mare de 2,28 ua, o excentricitate de 0,08 și o înclinație de 7,6° în raport cu ecliptica.